# Нурабад (Самаркандська область)
Нурабад (узб. Nurobod) — місто Самаркандської області Узбекистану.
Населення — 7,8 тис. мешканців (1991).
Розташований за 55 км на захід від Самарканда (дорогою бл. 80 км). Залізнична станція Нурбулак (узб. Nurbuloq, раніше Нагорна) за 21 км від міста.
До 1983 року — селище міського типу Совєтабад.
Керівництво Південного рудоуправління Навоійського ГМК. Мінеральна вода типу — Феодосійська 14 група, хлорно-сульфатна-натрієва.